# Reddit
Reddit (ofte skrevet reddit) er en social nyheds- og underholdningshjemmeside, hvor registrerede brugere indsender indhold i form af links eller tekst. Brugere stemmer derefter hver indgivelse "op" eller "ned" for at rangere stillingen og bestemme positionen på webstedets sider. Indholdsgallerier er organiseret af interesseområder ved navn "subreddits", blandt andet har Danmark sit eget subreddit.
Reddit blev grundlagt af Steve Huffman og Alexis Ohanian i juni 2005.